# Huset Branković
Huset Branković var ett kungahus som regerade i Serbien mellan 1427 och 1459. Ätten grundades av Vuk Branković som deltog tillsammans med tsar Lazar vid slaget vid Kosovo Polje 1389. Vuk Branković styrde över områdena av Kosovo och Raška men avled 1397. Hans son, Đurađ Branković, övertog därefter faders position och efter att hans farbror Stefan Lazarević, tsar Lazars son, avled 1427 blev han vald till regent av Serbien.

## Lista över Branković-ättens regenter
- Vuk Branković
- Đurađ Branković (1427-1456)
- Lazar Branković (1456-1458)
- Stefan Branković (1458-1459)